# MTV Movie Award al miglior nuovo film-maker
L'MTV Movie Award per il miglior nuovo film-maker (MTV Movie Award for Best New Filmmaker) è un premio assegnato annualmente nel corso degli MTV Movie Awards dal 1992 al 2002.

## Film premiati
- 1992
  - John Singleton in Boyz n the Hood - Strade violente (Boyz n the Hood))
- 1993
  - Carl Franklin in Qualcuno sta per morire (One False Move)
- 1994
  - Steven Zaillian in In cerca di Bobby Fischer (Searching for Bobby Fischer)
- 1995
  - Steve James in Hoop Dreams
- 1996
  - Wes Anderson in Un colpo da dilettanti (Bottle Rocket)
- 1997
  - Doug Liman in Swingers
- 1998
  - Peter Cattaneo in Full Monty - Squattrinati organizzati (The Full Monty)
- 1999
  - Guy Ritchie in Lock & Stock - Pazzi scatenati (Lock, Stock and Two Smoking Barrels)
- 2000
  - Spike Jonze in Essere John Malkovich (Being John Malkovich)
- 2001
  - Sofia Coppola in Il giardino delle vergini suicide (The Virgin Suicides)
- 2002
  - Christopher Nolan in Memento